# Liège-Bastogne-Liège 1954
La 40e édition de Liège-Bastogne-Liège a eu lieu le 9 mai 1954 et a été remportée par le Luxembourgeois Marcel Ernzer. C'est la première victoire luxembourgeoise sur la Doyenne.
Marcel Ernzer gagne en solitaire à Liège devançant le Belge Raymond Impanis et le Suisse Ferdi Kübler qui étaient considérés comme favoris à la victoire. 
137 coureurs étaient au départ. 31 rejoignent l'arrivée.

## Classement
| n° | Coureur               | Équipe             | Temps           |
| -- | --------------------- | ------------------ | --------------- |
| 1  | Marcel Ernzer         | Terrot-Hutchinson  | 6 h 56 min 16 s |
| 2  | Raymond Impanis       | Mercier-Hutchinson | à 2 min 40 s    |
| 3  | Ferdi Kübler          | Fiorelli           | à 3 min 51 s    |
| 4  | Henri Van Kerckhove   | Peugeot-Dunlop     | à 4 min 20 s    |
| 5  | Marcel De Mulder      | Terrot-Hutchinson  | m.t.            |
| 6  | Raoul Rémy            | Mercier-Hutchinson | à 4 min 28 s    |
| 7  | Roger Decock          | Bertin             | m.t.            |
| 8  | Maurice Quentin       | Alcyon-Dunlop      | m.t.            |
| 9  | Alfons Van Den Brande | Girardengo         | m.t.            |
| 10 | Pino Cerami           | Peugeot-Dunlop     | m.t.            |